# 佐藤まり子
佐藤 まり子（さとう まりこ、5月12日 - ）は、神奈川県横須賀市出身の漫画家である。
第13回なかよし・少女フレンド新人マンガ賞で「はじめがおわりの物語」で佳作入賞。趣味はレコード鑑賞、お料理、オリジナルのお菓子作り。

## 作品

### 漫画
- ほほえみ白書
- ラブ♡ケーキ もう焼けた?（なかよし、昭和54年1月号、原作：桐村杏子）
- ケーキハウスはお日さま色（なかよし、昭和54年9月号・同年10月号）
- くたばれ！8マン（なかよし、昭和54年12月号）
- シュガーポットのないしょ話（なかよし、昭和55年2月号）
- ちょっぴりひかえめ恋の味（なかよし、昭和55年6月号）
- あこがれ♥二重唱（なかよし、昭和56年5月発行、原作：佐和みずえ）
- サニーあなたの番よ!（なかよし、1978年12月発行）
- おちこぼれ同盟（なかよし、1981年11月発行）
- どろろんパッ!（なかよし、1982年7月発行、原作：しのざきよしみ）
- おたすけ飛行船（なかよし、1983年1月、原作：しのざきよしみ）
- とんねるミッキーズ（なかよし、1983年11月発行）
- あ・ぶ・な・いラブソング（なかよし、1986年7月発行）
- バブルガムくらぶ（なかよし、1988年1月発行）

### イラスト
- ティ・パーティーシリーズ（講談社X文庫ティーンズハート、1987年-1992年、皆川ゆか 著）
- あい・らぶ・海賊くん (講談社X文庫ティーンズハート、1988年、中尾まり 著）
- シークレット・セブン探偵ノート（ポプラ社文庫、エニド・ブライトン 作、佐伯紀美子 文)
  - 変装雪だるま怪事件（1988年4月）
  - 夢のサーカス潜入事件（1988年10月）
- 赤ずきん -こども世界名作童話-（ポプラ社、1988年6年発行、グリム 原作、深田甫 訳）
- ほほえみがいっぱい（集英社文庫コバルトシリーズ、1989年8月3日発行、藤本ひとみ 著）
- 小さな魔法つかいシリーズ（ポプラ社、和田はつ子 著）
  - かわいいクッキーと小さな魔法つかい（1990年5月）
  - すてきなハーブと小さな魔法つかい（1991年2月）
  - 小さな魔法つかいとゆめのパーティー（1992年5月）
- 魔女の占い館殺人事件 (Gakkenレモン文庫、1992年12月、北条みづき 著）
- 東京パズル天国☆殺人事件 (Gakkenレモン文庫、1993年6月、北条みづき 著）
- マドンナくんに乾杯! (Gakkenレモン文庫、1994年、木下祐子 著）